# سوسونو ۶۴۱۹
سیارک ۶۴۱۹ (به انگلیسی: 6419 Susono، نامگذاری :1993XX) شش هزار و چهارصد و نوزدهمین سیارک کشف شده‌است که در ۷ دسامبر ۱۹۹۳ کشف شد.
قدر مطلق سیارک برابر ۱۱٫۲۰ است.